# Katharinenportal

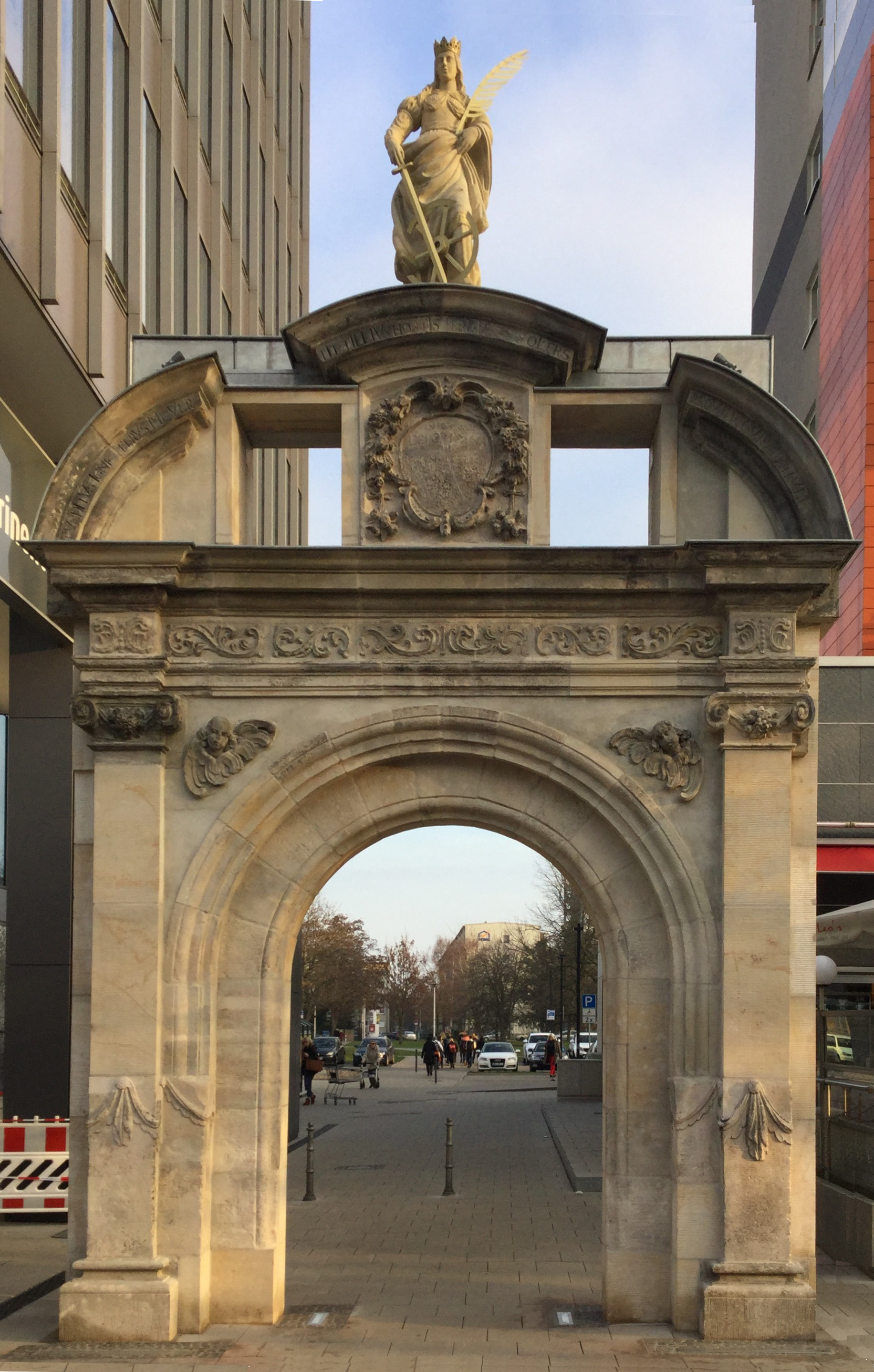
Katharinenportal

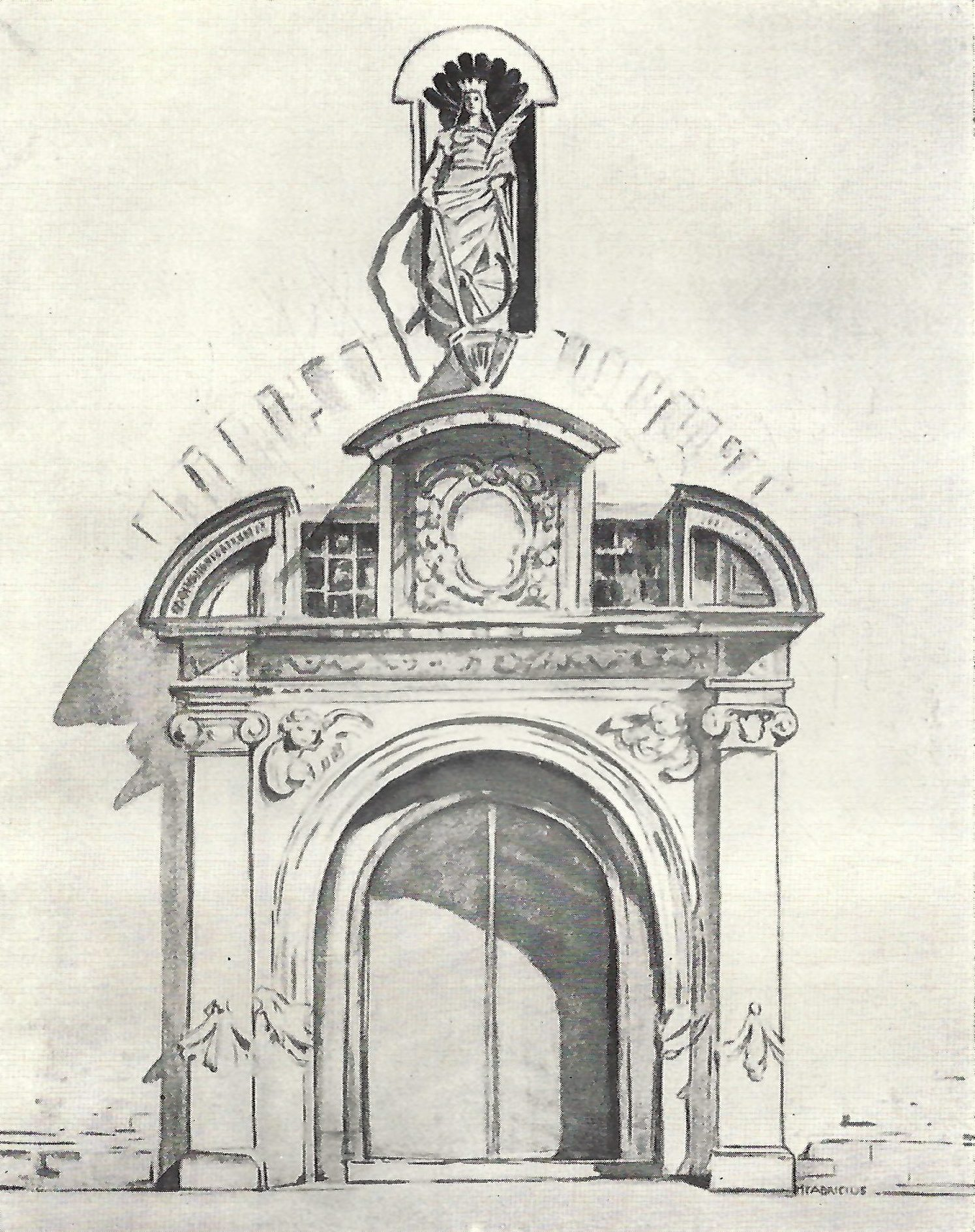
Das Katharinenportal auf einer 1930 veröffentlichten Darstellung von Mathilde Fabricius

Das Katharinenportal ist das denkmalgeschützte barocke Portal der zwischen 1964 und 1966 abgerissenen mittelalterlichen Sankt-Katharinen-Kirche in Magdeburg in Sachsen-Anhalt.

## Lage
Es befindet sich in der Magdeburger Altstadt auf der Ostseite des Breiten Wegs unmittelbar südlich des nach der abgerissenen Kirche benannten Katharinenturmes (ehemals: Haus der Lehrer) nördlich des Häuserblocks Breiter Weg 27–30 und überspannt die Schopenstraße.

## Architektur und Geschichte
Das Portal war das Westportal der Sankt-Katharinen-Kirche. Es ist ein Werk von Tobias Wilhelmi senior, der es 1668 als Haupteingang zur nach den Zerstörungen im Dreißigjährigen Krieg wieder aufgebauten Kirche schuf, die 1679 neu eingeweiht wurde. Das Portal ist mit profiliertem Rundbogen gestaltet. Flankiert wird es von ionischen Pilastern, über denen sich ein gekröpftes Profilgesims sowie eine Kartusche befinden. Den Abschluss nach oben bildet ein profilierter Sprenggiebel, der von einer Figur der heiligen Katharina, der Schutzheiligen der Kirche, bekrönt wird. Die Figur hält einen Palmzweig und ein Rad, das Marterwerkzeug der Heiligen, als die typischen Attribute der Katharina.
Bei einem Luftangriff während des Zweiten Weltkriegs am 28. September 1944 brannte die Kirche aus. Die Außenmauern blieben jedoch bestehen. Im Zuge der Neugestaltung der Magdeburger Innenstadt im Sinne des Sozialismus wurde das Kirchenschiff am 24. März 1964 gesprengt. Erhalten blieben zunächst die beiden Kirchtürme und das Portal. 1966 wurden dann auch die Türme abgerissen. Das Portal wurde jedoch geborgen. Die Skulptur der heiligen Katharina wurde in die Wallonerkirche gebracht, die übrigen Teile des Portals auf dem Gelände der Bauunternehmung Paul Schuster in der Münchenhofstraße 68 im Magdeburger Stadtteil Neue Neustadt eingelagert.
2016 wurde das Portal restauriert und nahe seinem ursprünglichen Standort wieder aufgebaut. Am 15. September 2016 war die Front fertiggestellt und am 29. Oktober 2016 wurde das Portal mit Enthüllung der Statue der heiligen Katharina in einer großen Festveranstaltung der Bevölkerung übergeben. Rund 300 Magdeburger Bürgerinnen und Bürger nahmen an der Feier teil.
Im Denkmalverzeichnis des Landes Sachsen-Anhalt ist das Portal unter der Erfassungsnummer 094 06324 als Baudenkmal verzeichnet.